# Guise (Adelsgeschlecht)

Wappen der Herzöge von Guise

Guise ([ɡɥiz]) war ein französisches Herzogsgeschlecht, deren Vertreter im Frankreich des 16. Jahrhunderts eine bedeutende Rolle spielten. Es handelte sich bei dem Geschlecht um eine jüngere Linie des Hauses Vaudémont, der regierenden Herzöge von Lothringen seit 1483. Das Haus Guise teilte sich in die Linien der Herzöge von Guise († 1675), der Herzöge von Mayenne und Elbeuf († 1763) und der Fürsten von Lambesc († 1825).

## Geschichte
Das Haus wurde begründet von Claude de Lorraine, duc de Guise (1496–1550), der in französische Dienste trat und von König Franz I. 1527 zum ersten Herzog von Guise erhoben wurde. Durch seine Ehe mit Antoinette de Bourbon war die Familie mit dem französischen Königshaus verwandt. Als jüngere Linie eines souveränen Hauses genossen die Herzöge von Guise in Frankreich den hohen Status eines Prince étranger. Herzog Claudes Tochter Marie de Guise heiratete den schottischen König Jakob V. und war daher von 1538 bis 1542 Königin von Schottland. Ein gutes Jahrzehnt nach dem Tod Jakobs übernahm sie 1554 für ihre noch minderjährige Tochter Maria Stuart die Regentschaft von Schottland. Zu ihren Brüdern zählten u. a. Herzog Franz I. von Guise, Kardinal Karl von Lothringen und Herzog Claude von Aumale.

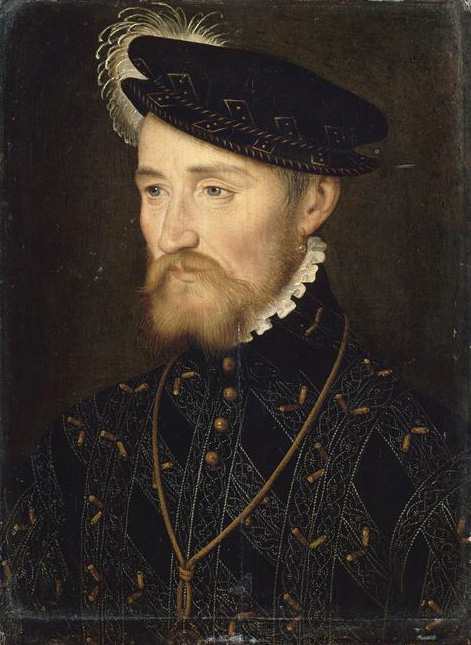
Herzog Franz I. von Guise (1519–1563)

1558 heiratete der Dauphin Franz die 15-jährige Maria Stuart, Königin von Schottland. Als der kränkliche junge Mann 1559 als Franz II. den französischen Thron bestieg, beherrschten tatsächlich die Onkel seiner Frau, Herzog Franz I. von Guise und der Kardinal von Lothringen das Land. Nach dem Tode Franz’ II. am 5. Dezember 1560 übernahm sein jüngerer Bruder Karl als Karl IX. den französischen Thron, die Königinmutter Katharina de Medici wurde Regentin und entmachtete den Herzog von Guise, indem sie sich den Bourbonen und Protestanten annäherte. Der Herzog von Guise organisierte daraufhin ein Massaker an den Protestanten, das Blutbad von Vassy. Damit begann eine Folge von Religionskriegen, die sogenannten Hugenottenkriege, in denen die Guise entschiedene Gegner der Hugenotten waren. Herzog Franz starb 1563 an seinen vor Orleans erlittenen Verwundungen. Sein Sohn, Henri I. (1550–1588) wurde der dritte Herzog von Guise. Er nahm an den Hugenottenkriegen, insbesondere am achten Hugenottenkrieg (auch: Krieg der drei Heinriche) teil und wurde zum Feind Heinrichs von Navarra, des späteren Königs von Frankreich, Heinrich IV. Er war in die Bartholomäusnacht verwickelt. 1588 wurden er und sein Bruder, Kardinal Louis II. de Lorraine-Guise, die unter Heinrich III. faktisch die Macht an sich gerissen hatten, ermordet. Ihr Bruder Charles (1554–1611), Herzog von Mayenne, wurde zum militärischen Führer der katholischen Liga. Nach einem Frieden mit Heinrich IV. zogen sich die Guise aus der Politik zurück.
Die Linie der Herzöge von Guise starb 1675 aus, der Herzogstitel wurde 1688 an die Bourbon-Condé und später an die Bourbon-Orléans verliehen. Jüngere Zweige der Guise, die Herzöge von Mayenne und von Elbeuf, blühten bis 1763, die Linie der Herzöge von Lambesc bis 1825 weiter. Nach ihrem Erlöschen blieb (bis heute) die Hauptlinie der Herzöge von Lothringen, die späteren Kaiser von Österreich aus dem Hause Habsburg-Lothringen, die einzige noch blühende Linie des Hauses Lothringen (Vaudémont).

## Berühmte Vertreter

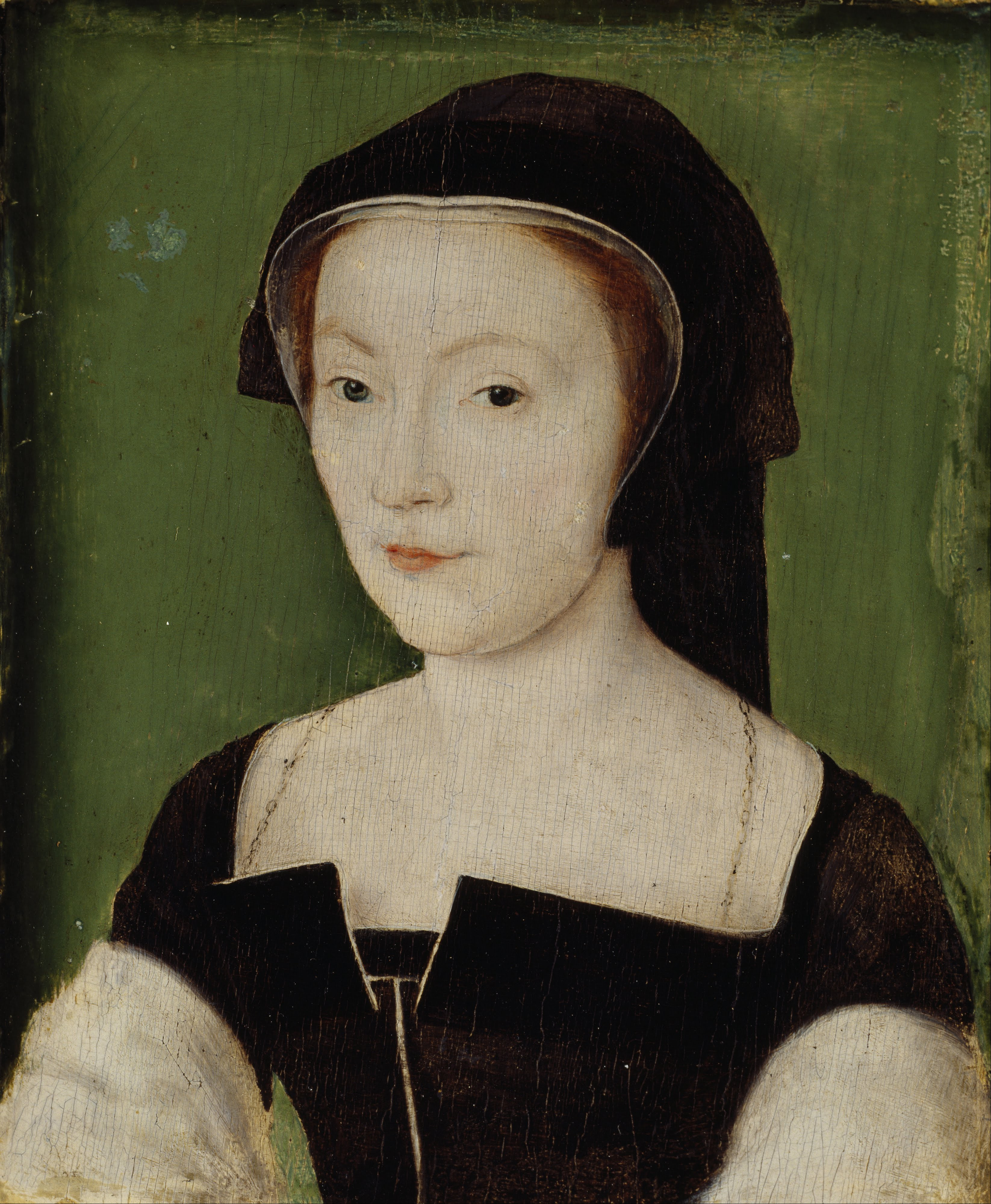
Marie de Guise, Regentin von Schottland (1542–1559), Mutter von Maria Stuart

- François de Lorraine, duc de Guise, ältester Sohn von Claude I.
- Charles de Lorraine-Guise, seit 1547 Kardinal von Lothringen
- Marie de Guise, Regentin von Schottland (1542–1559), Mutter von Maria Stuart
- Henri I. de Lorraine, duc de Guise, Fürst von Joinville
- Charles II. de Lorraine, duc de Mayenne, Herzog von Mayenne sowie Graf von Maine
- Louis II. de Lorraine-Guise, Kardinal und Erzbischof von Reims
- Charles II. de Lorraine, duc d’Elbeuf, kaiserlicher Feldmarschall, französischer Lieutenant-général und Pair

## Stammliste
Die Stammliste enthält nur diejenigen Familienangehörigen, die erwachsen wurden, sofern sie nicht bereits in frühen Jahren einen Titel trugen.

### Herzöge von Guise (1527–1671)

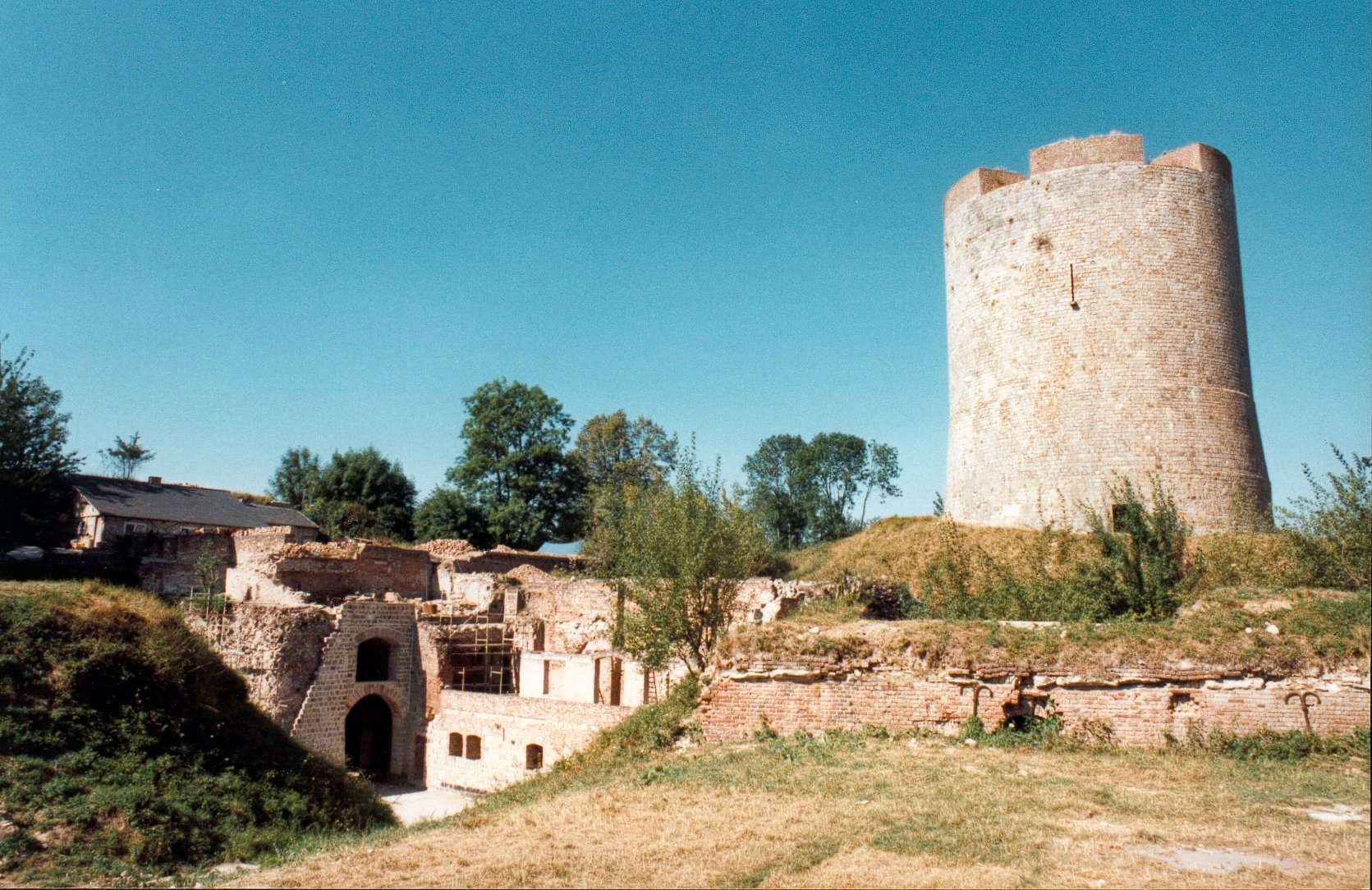
Ruine der Burg Guise

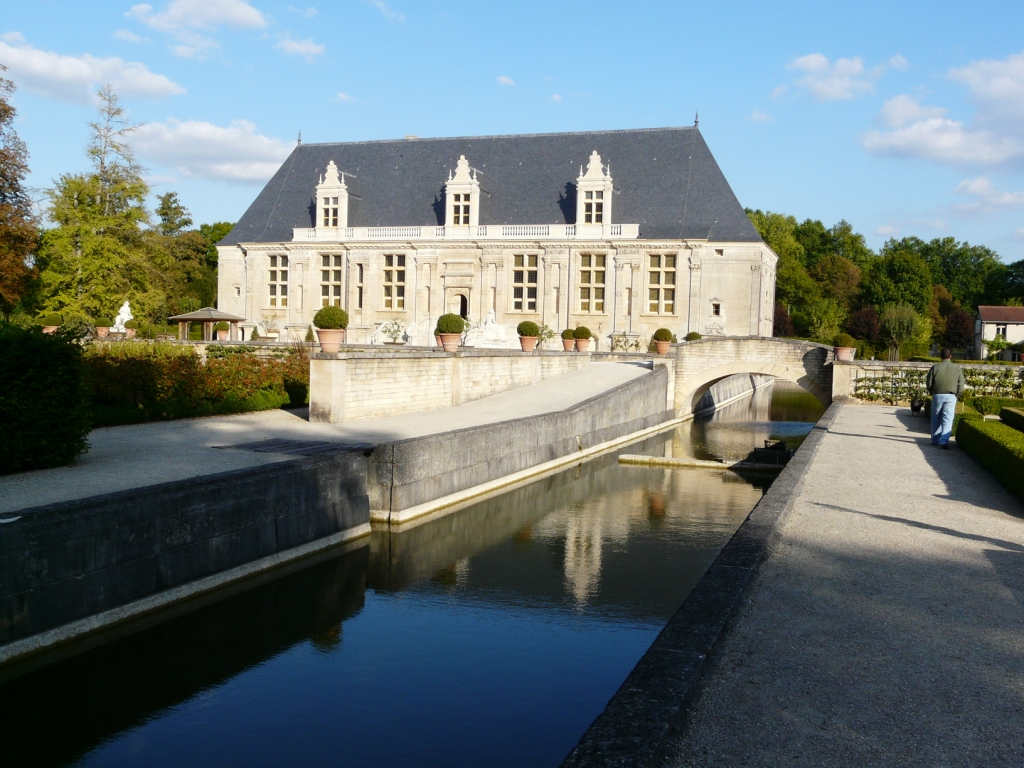
Schloss in Joinville (Haute-Marne)

1. Claude (1496–1550), 1506 comte de Guise, 1513 comte d’Aumale, 1527 1. duc de Guise; ⚭ Antoinette de Bourbon (1494–1583), Tochter von François, comte de Vendôme (1470–1495). Vorfahren siehe Stammliste des Hauses Vaudémont. 
  1. Marie (1515–1560); ⚭ I Louis d’Orléans, 4. duc de Longueville († 1537) (Haus Orléans-Longueville); ⚭ II Jakob V., König von Schottland († 1542)
  2. François I. (1519–1563), 1547 duc d’Aumale, 1550 2. duc de Guise, 1552 prince de Joinville; ⚭ Anna d’Este (1531–1607), Tochter von Ercole II. d’Este (1508–1559), Herzog von Ferrara
    1. Henri I. le Balafré (1550–1588), 1563 2. duc de Guise, 2. prince de Joinville; ⚭ Catherine de Clèves (1548–1633), 9. comtesse d’Eu, Tochter von Franz von Kleve, duc de Nevers
      1. Charles I. (1571–1640), 1588 3. duc de Guise, 3. prince de Joinville, 8. comte d’Eu; ⚭ Henriette Catherine de Joyeuse (1585–1656), 5. duchesse de Joyeuse, Tochter von Henri de Joyeuse, 4. duc de Joyeuse
        1. François (1612–1639), prince de Joinville
        2. Henri II. (1614–1664), 1629–1640 Erzbischof von Reims, 1640 4. duc de Guise, 9.comte d’Eu, 4. prince de Joinville; ⚭ I Anna Gonzaga; ⚭ II Honorine von Glymes († 1679), Tochter von Gottfried von Glymes, 1. Graf von Grimbergen (Haus Glymes)
        3. Marie (1615–1688), 1675 duchesse de Guise, 5. princesse de Joinville
        4. Charles (1618–1637), 6. duc de Joyeuse
        5. Françoise Renée (1621–1682), Äbtissin in Reims
        6. Louis (1622–1654), 1637 7. duc de Joyeuse, 1643 10. comte d’Eu, duc de Angoulême; ⚭ Marie Françoise de Valois (1632–1696), duchesse d’Angoulême, Erbtochter von Louis Emmanuel, 2. duc d’Angoulême
          1. Louis Joseph (1650–1671), 1664 5. duc de Guise, 1654 8. duc de Joyeuse, 1660 comte d’Eu, duc de Angoulême; ⚭ Elisabeth d’Orléans (1646–1696), 1667 duchesse d’Alençon, Tochter von Gaston, duc d’Orléans
            1. François Joseph (1670–1675), 1671 6. duc de Guise, 9. duc de Joyeuse

        7. Roger (1624–1653)

      2. Louis (1575–1621), 1605 Erzbischof von Reims, 1614 Kardinal; vielleicht ⚭ Charlotte des Essarts († 1651)
        1. Charles Louis de Lorraine († 1688), Bischof von Condom
        2. Charlotte de Lorraine († vor 1664)
        3. Achille de Lorraine (1648), prince de Guise, comte de Romorantin; ⚭ Anna († nach 1682), Tochter von Johann Georg in Neuviller
          1. Charlotte Louise (1642–1677); ⚭ Ignace Renault, marquis d’Acy, vicomte de Lévignan († nach 1677)

        4. Henri Hector (1620–1668)
        5. Louise (1621–1652), ⚭ Claude Pot, seigneur de Rhodes († 1642)

      3. Claude (1578–1657), prince de Joinville, 1612 duc de Chevreuse; ⚭ Marie de Rohan-Montbazon (1600–1679), Tochter von Hercule de Rohan, 1. Duc de Montbazon
        1. Anne Marie († 1652)
        2. Charlotte Marie (1625–1652)
        3. Henriette (1693–1693), Äbtissin von Jouarre

      4. Renée (1585–1626), Äbtissin in Reims
      5. Jeanne (1586–1638), Äbtissin von Jouarre
      6. Louise Marguerite (1588–1631); ⚭ François de Bourbon, prince de Conti (1558–1614)
      7. François Alexandre (1589–1614)

    2. Catherine (1552–1596), ⚭ Louis III. de Bourbon, duc de Montpensier (1513–1582)
    3. Charles (1554–1611), 1573 duc de Mayenne; ⚭ Henriette von Savoyen (1541/42–1611), Tochter von Honorat von Savoyen, marquis de Villars
      1. Henri (1578–1621), 1600 duc d’Aiguillon, 1611 2. duc de Mayenne; ⚭ Henriette Gonzaga (1571–1614), Tochter von Lodovico Gonzaga, duc de Nevers, und Henriette von Kleve, 11. duchesse de Nevers
      2. Charles Emanuel (1581–1609), comte de Sommerive
      3. Catherine (1585–1618);  ⚭ Carlo I. Gonzaga (1580–1637), 12. duc de Nevers, Herzog von Mantua
      4. Renée († 1638); ⚭ Mario Sforza, duca d’Ognano e Segni, conte de Santafiore († 1658)

    4. Louis (1555–1588), 1583 Erzbischof von Reims, 1578 Kardinal, genannt Kardinal von Guise
      1. (unehelich) Louis (1588–1631), genannt Louis d’Ancerville, 1624 Fürst von Pfalzburg und Lixheim; ⚭ Henriette von Lothringen (1611–1660), Tochter von Franz II., Herzog von Lothringen

  3. Louise (1521–1542); ⚭ Charles II. de Croÿ, 2. Herzog von Aarschot († 1551)
  4. Renée (1522–1602)
  5. Charles (1524–1574), 1546 Erzbischof von Reims, 1550 Bischof von Metz, 1555 duc de Chevreuse, 1562 Kardinal, genannt Kardinal von Lothringen
  6. Claude (1526–1573), 1550 2. duc d’Aumale; ⚭ Louise de Brézé († 1577), Tochter von Louis de Brézé, Graf von Maulévrier (Haus Brézé), und Diane de Poitiers, duchesse de Valentinois (Haus Poitiers-Valentinois)
    1. Henri (1549–1559), comte de Valentinois
    2. Catherine Romula (1550–1606); ⚭ Nicolas de Lorraine (1524–1577), 1569 duc de Mercœur († 1577)
    3. Charles (1556–1631), 1573 3. duc d’Aumale; ⚭ Marie de Lorraine, Tochter von René de Lorraine-Guise, Marquis d’Elbeuf
      1. Marie ⚭ 1615 Ambrosio Spinola (1569/71–1630), 1. Duca di Sesto
      2. Anne († 1638), 1631 4. duchesse d’Aumale; ⚭ Heinrich von Savoyen († 1632), 1595 duc de Nemours, 1631 5. duc d’Aumale

    4. Diane (1558–1586); ⚭ 1576 François de Luxembourg († 1613), Herzog von Piney-Luxembourg
    5. Antoinette Louise (1561–1643), Äbtissin in Soissons
    6. Claude (1564–1591), Abt der Abtei von Bec
    7. Marie (1565–1627), Äbtissin von Chelles

  7. Louis (1527–1578), 1545 Bischof von Troyes, 1550 Bischof von Albi, 1553 Kardinal, 1560 Erzbischof von Sens, tritt 1562 zurück, 1568 Bischof von Metz
  8. Antonie (1531–1561)
  9. François (1534–1563)
  10. René (1536–1566), marquis d’Elbeuf; ⚭ Louise de Rieux, Tochter von Claude de Rieux, comte d’Harcourt (Haus Rieux). Nachkommen siehe unten.

### Linie Elbeuf
1. René (1536–1566) ⚭ Louise de Rieux, Tochter von Claude, comte d’Harcourt (Haus Rieux) – Vorfahren siehe oben.
  1. Marie ⚭ Charles de Lorraine, duc d’Aumale (1556–1631), 3. duc d’Aumale
  2. Charles I. (1556–1605), 1582 duc d’Elbeuf, comte d’Harcourt, de Lillebonne et de Rieux; ⚭ Marguerite Chabot (1565–1652), Tochter von Léonor, comte de Charny
    1. Claude Éléonore († 1654) ⚭ Louis Gouffier († 1642), 1612 Duc de Roannais
    2. Henriette (1592/93–1669), Äbtissin in Soissons
    3. Charles II. (1596–1657), 1605 2. duc d’Elbeuf, comte d’Harcourt, de Lillebonne et de Rieux ⚭ Catherine Henriette de Bourbon (1596–1663), Tochter von König Heinrich IV. (Frankreich) und Gabrielle d’Estrées
      1. Charles III. (1620–1692), 1657 3. duc d’Elbeuf ⚭ (I) Anne Elisabeth de Lannoy (1626–1654), Tochter von Charles, comte de Lannoy; ⚭ (II) Elisabeth de la Tour (1635–1680), Tochter von Frédéric-Maurice de La Tour d’Auvergne, duc de Bouillon; ⚭ (III) Françoise de Montault (1653–1717), Tochter von Philippe, 2. duc de Navailles
        1. Anne Elisabeth (1649–1714) ⚭ Charles Henri de Lorraine-Vaudémont (1649–1723), Graf von Vaudémont, Sohn von Herzog Karl IV. (Lothringen) (1604–1675)
        2. Charles (1650–1690)
        3. Henri Frédéric (1657–1666), comte de Rieux
        4. Marie Éléonore (1658–1731)
        5. Marie Françoise (* 1659)
        6. Henri (1661–1748), 1692 4. duc d’Elbeuf ⚭ Anne Charlotte de Rochechouart (1660/61–1729), Tochter von Louis Victor, 2. Duc de Mortemart et de Vivonne (Haus Rochechouart)
          1. Philippe (1678–1705), prince d’Elbeuf
          2. Armande Charlotte (1683–1701)
          3. Charles (1685–1705)

        7. Louis (1662–1693)
        8. Emmanuel Maurice (1677–1763), 1748/52 5. Duc d'Elbeuf ⚭ (I) Maria Teresa Stramboni († 1745), Tochter von Gian Vincente Duca di Salsa; ⚭ (II) Innocente Catherine de Rougé (1704–1794) Marquise du Fay, Tochter von Jean Gilles de Rougé, Marquis du Plessis Bellière, genannt Le Marquis du Fay
        9. Suzanne Henriette (1686–1710) ⚭ Carlo IV. Gonzaga (1652–1708), Herzog von Mantua
        10. Louise Anne Radegonde (1689–1726)

      2. Henri (1619/20–1648)
      3. François Louis (1623–1694), genannt prince d’Harcourt, comte d’Harcourt, de Rochefort, de Rieux, de Saint-Romèze et de Montlaur, Marquis de Maubec ⚭ Anne d’Ornano († 1695), Tochter von Henri François Alphonse, comte de Montlaur, de Maubec etc.
        1. Marie Angélique († 1674) ⚭ Nuno II. Alvarez Pereira de Melo, 1648 1. Duque de Cadaval († 1727)
        2. Alphonse Henri Charles (1648–1719), genannt Prince d’Harcourt, prince de Guise, comte de Montlaur et de Saint-Rmèze, marquis de Maubec ⚭ Françoise de Brancas († 1715), Tochter von Charles, comte de Brancas (Haus Brancas)
        3. César (X 1675), comte de Montlaur
        4. Marie Anne Françoise (1656/57–1699)
        5. Charles (1660/61–1683)

      4. François Marie (1627–1694), prince de Lillebonne ⚭ (I) Christine d’Estrées († 1658) (Haus Estrées); ⚭ (II) Anne von Lothringen (1639–1720), Tochter von Herzog Karl IV. (Lothringen) (1604–1675)
        1. Karl von Lothringen-Commercy (1661–1702), 10. duc de Joyeuse, kaiserl. Feldmarschall
        2. Béatrice Hiéronyme (1662–1738), comtesse de Walhain, 1711 Äbtissin von Remiremont
        3. Marie Elisabeth (1664–1748), comtesse de Walhain ⚭ Louis de Melun († 1704), 7. prince d’Épinoy (Haus Melun)
        4. Jean François de Paul (1672–1693)

      5. Catherine († 1645)
      6. Marie Marguerite Ignace (1628/29–1679)

    4. Françoise (1599–1626)
    5. Henri (1601–1666), comte d’Harcourt, d’Armagnac et de Brionne, vicomte de Marsan ⚭ Marguerite Philippe du Cambout (1622–1674), Tochter von Charles – Nachkommen siehe unten, Linie Lambesc

### Linie Lambesc
1. Henri (1601–1666), comte d’Harcourt, d’Armagnac et de Brionne, vicomte de Marsan; ⚭ Marguerite Philippe du Cambout (1622–1674), Tochter von Charles. Vorfahren siehe oben.
  1. Armande Henriette (1640–1684)
  2. Louis (1641–1718), comte d’Armagnac, de Charny et de Brionne, genannt Monsieur le Grand; ⚭ Catherine de Neuville (1639–1707), Tochter von Nicolas, 1. duc de Villars
    1. Henri (1661–1712), comte de Brionne; ⚭ Marie Madeleine d’Épinay († 1714), Tochter von Louis Marquis d’Épinay de Broon
      1. Louis (1692–1743), prince de Lambesc (1453 von den Grafen von Lothringen erworben), comte de Brionne et de Braine; ⚭ Jeanne Henriette Marguerite de Durfort (1691–1750), Tochter von Jacques Henri II., duc de Duras
        1. Charlotte Louise (1726–1747), comtesse de Lambesc; ⚭ Alexander Ferdinand, 3. Fürst von Thurn und Taxis († 1773)
        2. Henriette Julie Gabrielle (1724–1761), genannt Mademoiselle de Braine; ⚭ Jaime Alvarez Pereira de Melon, 3. duque de Cadaval († 1749)
        3. Louis Charles (1725–1761), prince de Lambesc, comte de Brionne; ⚭ I Louise Charlotte de Gramont (1725–1742), genannt Mademoiselle de Guiche, Tochter von Louis Antoins VI. Armand, 5. duc de Gramont (Haus Gramont); ⚭ II Augustine de Coetquen (1722–1746), Tochter von Jules Malo, marquis de Coëtquen, comte de Combourg; ⚭ III Louise Julie Constance de Rohan-Rochefort (1734–1815), Tochter von Charles, prince de Rochefort
          1. Charles Eugène (1751–1825), prince de Lambesc, duc d’Elbeuf, comte de Brionne; ⚭ I Anna Zetzner (1764–1814); ⚭ II Viktoria Gräfin Folliot de Crenneville (1766–1845), Tochter von François Mérédic Folliot
          2. Marie Josèphe Thérèse (1753–1797); ⚭ Viktor Amadeus II., Fürst von Carignan († 1780)
          3. Anna Charlotte (1755–1786), Äbtissin von Remiremont
          4. Joseph Marie (1759–1812), prince de Vaudémont; ⚭ Louise Auguste Elisabeth Marie Colette de Montmorency-Logny (1763–1832), Tochter von Louis Ernest Gabriel, comte de Logny (Stammliste der Montmorency)

        4. François Camille (1726–1788)
        5. Henriette Agathe (1731–1756)

      2. Marie Louise (1693–1724), genannt Mademoiselle de Brionne

    2. Marguerite (1662–1730); ⚭ Nuno II. Alvarez Pereira de Melo, 1. duque de Cadaval († 1727)
    3. François Armand (1665–1728), Bischof von Bayeux
    4. Camille (1666–1715)
    5. Marie (1674–1724); ⚭ Antoine I. Grimaldi, Fürst von Monaco, 3. duc de Valentinois († 1731)
    6. Louis Alphonse (1675–1704)
    7. Charlotte (1678–1757), genannt Mademoiselle d’Armagnac
    8. François Louis Anne Marie (1680–1712), genannt l’Abbé d’Armagnac
    9. Charles (1684–1751), comte d’Armagnac; ⚭ Françoise Adélaide de Noailles (1704–1776), Tochter von Adrien Maurice, 3. duc de Noailles

  3. Philippe (1643–1702), genannt Chevalier de Lorraine, Abt, Favorit des Philippe I. de Bourbon, duc d’Orléans
    1. (unehelich), Alexandre de Lorraine († vor 1725), genannt de Beauvernois; ⚭ um 1700 Eva Antoinette von Uffeln († nach 1725), Tochter von Jobst Moritz von Offen (1635–1692)
      1. Friederike Wilhelmine (1702–1751); ⚭ Friedrich Ulrich Graf von Oeynhausen († 1776)
      2. Sophie Friederike (1708–1730); ⚭ George Ludwig Graf von Platen Hallermund (1704–1772)
      3. Caroline († nach 1748)

  4. Alphonse Louis (1643/44–1689), genannt Chevalier d’Harcourt
  5. Raymond Béranger (1647–1686)
  6. Charles (1648–1708), comte de Marsan; ⚭ I Marie Françoise d’Albret († 1692), Tochter von César Phoebus d’Albret, comte de Miossens (Haus Albret); ⚭ II Catherine Thérèse Goyon de Matignon (1662–1699), Tochter von Henri, Comte de Thorigny, Witwe von Jean-Baptiste Colbert, Marquis de Seignelay
    1. Charles Louis (1696–1755), comte de Marsan, prince de Pons et de Mortagne; ⚭ 1714 Elisabeth de Roquelaure (1696/97–1714), Tochter von Antoine-Gaston de Roquelaure, 2. Duc de Roquelaure, Marschall von Frankreich, Pair de France, und Marie-Louise de Montmorency-Laval
      1. Léopoldine Elisabeth Charlotte (* 1716); ⚭ 1733 Joachim de Zuniga de Béjar et de Bellecazar († 1777, 102 Jahre alt)
      2. Louise Henriette Gabrielle (1718–1788); ⚭ Godefroi Charles Henri de La Tour d’Auvergne, 10. duc de Bouillon, 5. duc d’Albret et de Château-Thierry († 1792)
      3. Gaston Jean-Baptiste Charles (1721–1743); ⚭ Marie Louise de Rohan (1720–1803), comtesse de Walhain, Tochter von Jules François Louis, 3. Prince de Soubise
      4. Marguerite Louise Elisabeth (* 1723), genannt Mademoiselle de Mirambeau
      5. Louis Camille (1725–1782), comte de Marsan, prince de Puyguilhem, comte de Pontgirault; ⚭ Jules Hélène Rosalie Mancini-Mazarin (* 1742), Tochter von Louis Jules Mancini, duc de Nevers, prince de Vergagne (Haus Mazarin-Mancini)

    2. Jacques Henri (1698–1734), Marquis d'Ambleville, Prince de Lixheim; ⚭ 1721 Anne Gabrielle Marguerite de Beauvau-Craon (1707-nach 1790), Tochter von Marc de Beauvau, Prince de Craon, Reichsfürst von Beauvau, Grande von Spanien 1. Klasse, Ritter des Ordens vom Goldenen Vlies, sie heiratete in zweiter Ehe 1739 Gaston Pierre de Lévis, 1751 1. Duc de Mirepoix, Marschall von Frankreich